# François Molé
François-René Molé (Paris, 24 de novembro de 1734 — Paris, 11 de dezembro de 1802) foi um ator francês.

## Sua vida como ator de teatro
Irmão caçula de Louis Molé, conhecido como Dalainville, estréia na Comédie-Française em 1754, não é contratado e passa a apresentar-se pelo interior. Apresenta-se notadamente em Lyon, Toulouse e Marselha onde, em Novembro de 1759, recebe uma nova ordem para estrear na Comédie-Française. Após esta segunda tentativa, em 28 de Janeiro de 1760, é contratado e torna-se sócio da companhia em 30 de Março de 1761, depois deão de 1786 até sua morte. De 1760 até 1801, criou não menos que 126 papéis com igual sucesso. Foi o queridinho do público que nunca o abandonou. Verdadeira vedete de seu tempo, ia contantemente para Antony descansar do cansaço dos palcos onde apresentou-se até idade avançada. Lá costumava receber com prodigalidade.
Na noite de 12 de Setembro de 1793, foi preso como « suspeito », , com mais 12 atores do "Théâtre-Français", fiéis à monarquia, e encerrados na Prisão das Madelonnettes, por ter participado da encenação teatral da peça "Pamela", considerada subversiva.

## A propriedade de Antony
François Molé amava passar temporadas em sua propriedade de Antony. Não se cansava de comprar sempre novos lotes de terra, sempre que podia. Assim ampliou sua propriedade para o sul, no local conhecido como "Le Paradis" ("O Paraíso", em português). Isso fazia com que afirmasse que, apesar de seu estado de comediante, mal visto na época, ele iria para o Paraíso depois de sua morte. E, na verdade, ele foi enterrado ai, segundo sua vontade. Seu túmulo  encontra-se próximo à entrada do Parque Heller, na avenida que leva seu nome.
Sua casa, que pode ser vista na planta de Antony, datada de 1753, ficava na Rue des Sources. Hoje dela só subsiste a meia-lua da entrada, assim como as áreas comuns constituídas pelas cavalariças construídas na segunda metade do século XVIII. O edifício principal foi demolido em 1815 para ser substituído pelo Castelo Saran, no parque hoje conhecido como Parque Heller.
Sua filha foi quem fez construir seu túmulo dentro do parque de sua residência. Este túmulo, de grandes dimensões (1m30 de lado, 1m80 de altura) está classificado no inventário. Este parque foi depois loteado em parte, porém o túmulo continua visível.